# Lasiurus minor
Lasiurus minor es una especie de murciélago de la familia Vespertilionidae.

## Distribución geográfica
Se encuentra en Bahamas, la Española y Puerto Rico.